# 笹田知宏
笹田 知宏（ささだ ともひろ、1986年4月4日 - ）は、地方競馬・園田競馬場所属の騎手。

## 来歴
父は調教師の笹田和秀、母はJRA初の女性調教助手として知られる笹田淑（旧姓・伊藤）、母方の祖父は伊藤雄二という競馬一家に産まれ、厳格な規律・礼儀作法や師弟関係を重んじる家庭で育つ。祖父はもちろんのこと、父にも敬語で話し「ボス」と呼んだ。「エアグルーヴが走っていた」小学校5・6年の頃に騎手を目指すことを意識し、JRA競馬学校に騎手課程21期生（同期に大野拓弥、小島太一、鮫島良太、塚田祥雄ら）で入学するが、減量苦などで退学。
17歳で単身ニュージーランドに渡り、2年後の2006年に騎手としてデビュー。ニュージーランドでは通算120勝（うち重賞2勝）という成績を残す。
2010年、ミルコ・デムーロの誘いでイタリア競馬で9ヶ月ほどを過ごし、翌2011年1月に帰国。西脇馬事公苑・重畠勝利厩舎の調教厩務員として活動し、半年後の9月15日、地方競馬全国協会平成23年度第2回騎手免許試験に合格。引き続き重畠厩舎の所属となり、10月13日の園田競馬第7競走でメイショウテッサイに騎乗しデビュー。同年10月26日、園田競馬第11競走（JRA交流千種川特別）で、父の管理馬メイショウボルトに騎乗し初勝利を挙げた。尊敬する騎手はデムーロと武豊。
2013年12月22日、重畠勝利調教師の死去に伴い新子雅司厩舎に移籍。
2020年7月10日、通算400勝を達成。
2022年3月10日、自厩舎のバウチェイサーで第14回兵庫ユースカップを制した。この勝利で地方通算600勝を達成した。同年6月9日、同じくバウチェイサーで第23回兵庫ダービーを優勝し、ダービー初制覇。
2023年6月22日、園田競馬場3Rでパラジウムリボンに騎乗して1着となり、5932戦目で地方通算700勝を達成した。
2024年9月20日、園田競馬場7Rでエイシンジェットに騎乗して1着となり、6600戦目で地方通算800勝を達成した。

## 主な騎乗馬
- シュエット（2016年菊水賞）
- ナチュラリー（2018年・2019年兵庫ゴールドカップ、2019年・2020年園田ウインターカップ）
- パールプレミア（2021年若草賞、2023年兵庫ウインターカップ、サマーカップ）[11]
- バウチェイサー（2022年ゴールドジュニア、兵庫ユースカップ、兵庫ダービー）
- アキュートガール（2023年新春賞）
- スマイルジョナス（2023年ぎふ清流カップ）
- ヒメツルイチモンジ（2025年ブルーリボンマイル、読売レディス杯）
- タガノディグオ